# Anolis vanzolinii
Anolis vanzolinii este o specie de șopârle din genul Anolis, familia Polychrotidae, descrisă de Williams, Orces, Matheus, Bleiweiss 1996. Conform Catalogue of Life specia Anolis vanzolinii nu are subspecii cunoscute.